# Мехмед Спахо
Мехмед Спахо (Сарајево, 13. март 1883 — Београд, 29. јун 1939) био је југословенски политичар. Спахо је био министар саобраћаја Краљевине Југославије у влади Милана Стојадиновића и сенатор. Један је од најзначајнијих босанскохерцеговачких политичара у XX веку. Истицао се као један од најгласнијих противника Споразума Цветковић—Мачек. Носилац је Ордена Светог Саве и Ордена белог орла.

## Дјетињство и младост
Рођен је у Сарајеву 1883. године у породици интелектуалаца. Његова се породица сматрала имућном, али и отворенијом у односу на многе друге сарајевске муслиманске породице. Отац је био врсни зналац шеријатског права и својевремено је службовао у Каиру, Дамаску, Софији и Јајцу као кадија односно судија османско-шеријатског права.
Мехмед је завршио основну школу и гимназију у Сарајеву (1902), а Правни факултет у Бечу (1906). Докторски испит је положио 1907, а 1908. је и службено добио наслов доктора правних наука. Од 1906. до 1908. био је судски чиновник, а од 1910. године адвокат приправник. Када је у Сарајеву основана Трговачка комора, изабран је за њеног секретара. На том положају је остао до уласка у политички живот.

## Политички живот
Његов политички живот почиње учлањивањем у Муслиманску народну организацију. МНО је била прва политичка странка Босанских муслимана у доба Аустроугарске. Након слома Аустроугарске 1918. године постао је члан тијела названог Народно вијеће БиХ, које је гласало за удруживање са Хрватском, Словенијом, Краљевином Србијом и Кнежевином Црном Гором у јединствену државу. Иако тек након чланства у Југословенској муслиманској организацији 1923. постаје истински вођа босанских муслимана, у томе је показивао изузетан политички таленат који су ријетки током егзистенције Краљевине СХС и Југославије досегли.
Додуше, мишљења о његовом доприносу и раду су контрадикторна и конфликтна, али како не постоји ни један детаљан научни рад о његовом политичком животу, тешко је давати процјене.

## Југословенска муслиманска организација
Југословенска муслиманска организација настаје уједињењем локалних политичких организација босанских муслимана у фебруару 1919. године. ЈМО је имала и свој политичко-информативни лист, Вријеме. Први предсједник ЈМО био је тузлански муфтија хаџи хафиз Ибрахим Маглајлић (који је био присталица просрпске мајоризацијске струје у Југославији), а ЈМО је на изборима за Уставотворну скупштину Краљевине СХС расписаним у новембру 1920. у БиХ освојила највећи број гласова и 24 мандата.
Спахо је такође један од два призната заступника Југословенске муслиманске организације међу 11 муслимана од 42 заступника Народног вијећа СХС за БиХ. Југословенска муслиманска организација је у то вријеме сматрала да јој припада 15 заступничких мјеста. Он је био и први Босански муслиман у влади Краљевине СХС, а као један од тројице министара из БиХ и то по етничко-вјерском ставу: Хрват др Тугомир Алауповић био је министар вјера, а Србин Урош Круљ министар здравља.

## Положај у влади
Његову политичку биографију даје бх. књижевник Едхем Мулабдић непосредно након његове смрти и наводи да је држао положај:
- министра индустрије и трговине 1919. у првој влади Краљевине СХС. На изборима за Конституанту изабран је за народног посланика у тузланском и сарајевском округу. Спахину политичку улогу при уставно-политичким нагодбама које су се вртјеле око стварања Краљевине СХС не треба ни потцјењивати нити прецјењивати. Он се као изразито млад човјек појавио на политичкој сцени, занесен идеалима јединствене јужнославенске државе. Попут Хрватске, која је била присиљена прихватити много лошији политички споразум од Србије због талијанске пријетње на властитим границама и Словеније, у идентичној ситуацији наспрам Аустрије, и млада Босна и Херцеговина је била ослобођена од стране војних снага Краљевине Србије (и Црне Горе након протјеривања посљедњег владике). Тако да, реално говорећи, Босанци и босански политички прваци нису имали превелик утицај на уставне споразуме који су направљени на Крфу. Унутар Босанских муслимана јављају се три опције: мађарофилска, коју заговара Шериф Арнаутовић, просрпска са Дервиш-бег Миралемом на челу, и југословенска са Спахом и др Храсницом. У то вријеме, једино је Спахо имао реално рјешење и његово је стајалиште побиједило међу Босанцима будући да је „био на фону повијесних догађаја”. Тада се Спахо први пут, као изразито млад човјек, појављује на политичкој сцени, гдје ће и остати све до своје смрти.
- био министар трговине и индустрије у влади Николе Пашића 1921. године. Приликом оснивања Југословенске муслиманске организације (ЈМО) није заузимао истакнут положај у њој, али је снагом личности и прирођеним политичким умијећем у октобру 1921. изабран за предсједника ЈМО. Једно од његових значајних политичких достигнућа је „турски параграф”. Наиме, приликом доношења Видовданског устава 1921. године, или првог устава новоуспостављене југословенске државе. Спахо је добио територијалну компактност Босне у новој административној подјели земље, или чувени чл. 135, односно \"турски параграф\", како се тај чланак колоквијално звао. Уставом је нова краљевина била подијељена на 26 области, а једино је закључено да Босна и Херцеговина неокрњена „остаје у постојећим границама”. Тада се Пашићу, са српске стране приговарало да је „за вољу шачице привилегираних људи опасао око Босне кинески зид”, чиме се привремено блокирао српски национализам. Поменутим чланом је „Спахо начело аутономије, компактности и посебности Босне унутар сложене југословенске заједнице, па без обзира како се она звала, чврсто афирмисао као основни циљ, или основну вриједност, сваке политике Босанских муслимана. То је његова темељна заслуга, или допринос развоју бошњачког политичког мишљења и босанске политичке праксе”, како је то прокоментарисао Шаћир Филандра. Још једна заслуга др Спахе је била у томе да се стало на крај безакоњу и отимању, највише у Босни, али и СХС, допринијевши заустављању политичке кризе у земљи, што је Мухамед Хаџијахић дјелимично и документовао.
- послије избора 1923. године и разлаза са Ибрахимом Маглајлићем, вођом фракције ЈМО коју је Спахо поразио, постао истински вођа Босанских муслимана. Разлози су вишеструки и недовољно истражени.
- министра финансија у влади Љубе Давидовића, 1924. године,
- министра трговине и индустрије у влади Веље Вукићевића 1927. године. У том ресору с кратким прекидом остаје до 1929. године.

Заједно са групом опозиционих странака 1932. године, он издаје своје „пунктације” те као и бројни бх. политичари пролази кроз затвор (у његовом случају у трајању од 20 дана).
- оснивањем Југословенске радикалне заједнице и падом Петра Живковића 1935. године уласком у владу Милана Стојадиновића министра саобраћаја,
- министра саобраћаја и у влади народног споразума Драгише Цветковића 1938. године. Јединствено је његово држање по питању подјеле Босне споразумом Цветковић—Мачек. Као вођа и средиште босанске политичке акције, Спахо је осјећао сву погубност и опасност споразума по оне који држе пробосанске ставове. Спахо је био свјестан да би подјела Босне значила и крај Босанских муслимана, а не само Босне. Но, по налогу Двора споразум се морао постићи, те српско-хрватски проблем ријешити. Влада је у томе требало да буде јединствена, а Спахо се одлучно противио. Искусан политичар, снажно се и вјешто одупирао таквој намјери. У томе није био усамљен, јер је његова канцеларија у Београду постала средиште политичке акције Босанских муслимана и Спахо је мобилизовао значајан број политичара који су подржавали његове аргументе. Било какав споразум без њега, Спахо сигурно не би поштовао. Иза кулиса је закључено да је најлакше споразум било постићи без њега.

Умро је изненада у Београду 29. јуна 1939. године у хотелу „Српска круна“, гдје је имао апартман. Тог јутра је допутовао својим возом 801 из Сарајева у 7.27 часова, у жељезничку станицу Београд, а затим је отишао у хотел. Изненада му је позлило око 8.30 када је и преминуо. Његовој сахрани у Сарајеву, сутрадан, присуствовао је међу 50.000 људи и Драгиша Цветковић, тадашњи предсједник Владе, који је у Сарајево допутовао авионом, као и други високи државни чиновници. Телеграм саучешћа његовој супрузи Хабиби упутили су краљица Марија, кнез намјесник Павле и многи други. На жељезничкој станици у Сарајеву, на перон гдје је требало да стигне воз са његовим посмртним остацима, шпалир су направили ђаци Гази Хусрефбегове медресе, жељезничари и једна чета 10. пјешадијског пука. Шпекулације о нарави његове смрти још увијек остају отворене, а главна хипотеза је да је био отрован у хотелском апартману.

## Личност Мехмеда Спахе
Шаћир Филандра је резимирао у свом чланку о овом јединственом босанском политичару из 20. вијека: „Спахо је био човјек, политичар са свим манама које политичари на Балкану имају, дакле волио је власт, знао је освојити и чврсто држати, са противницима се знао обрачунавати, био је склон непотизму у мјери у којој то и данас политичари раде, имао је лоших потеза и лоших процјена, а што је све у јавном животу нормално, итд. На знаности остаје да о њему понуди своје судове.”

## Сулејман Спахо, Србин-муслиман
Унук брата Мехмеда Спахе, Фехима Спахе, Сулејман Спахо је српски политичар, а био је народни посланик Српске радикалне странке у парламенту. Декларише се као Србин-муслиман.